# Ancylus regularis
Ancylus regularis е вид коремоного от семейство Planorbidae.

## Разпространение
Видът е разпространен в Етиопия.